# Костыри
Костыри — деревня в Смоленской области России, в Рославльском районе. Расположена в южной части области в 25 к северо-востоку от Рославля, на автодороге Р137 Сафоново — Рославль. Население — 170 жителей (2007 год). Административный центр Костырёвского сельского поселения.

## Экономика
Средняя школа.

## Достопримечательности
- Городище Днепро-Двинских племён 1 тысячелетия до н.э.